# 春山茂雄
春山 茂雄（はるやま しげお、1940年1月25日 - ）は、日本の医師。『脳内革命』の著者として知られている。東京大学医学博士。

## 人物
京都府出身。実家は東洋医学の医家であり、幼少期より鍼灸や指圧の修行をしたと言われている。
1966年に東京大学医学部を卒業。1981年総胆管末端筋の運動に関する研究で東京大学より医学博士の学位を授与される。東京逓信病院外科・東京都教職員組合互助会三楽病院外科科長を経て、1987年に神奈川県大和市に田園都市厚生病院を開設し院長となる。同院では西洋医学と東洋医学を融合した治療・健康指導を実践。船井総合研究所の会長で精神世界の一大派閥を形成した船井幸雄が春山を気に入り、1994-1995年に春山と彼が提唱した「脳内モルヒネ」「プラス発想健康法」について、盛んにPR活動を行った。
独特の医療観を基に1995年に『脳内革命　脳から出るホルモンが生き方を変える』を出版、410万部（続編の『脳内革命2』と合わせると530万部）を売り上げるベストセラーとなる。西田健は、サンマーク出版の関係者によると、『脳内革命』の企画は、船井自身が出版社に持ち込んだと述べている。朝日新聞は、ベストセラーには仕掛けが大切だが、『脳内革命』の場合はそれが船井だったと指摘しており、船井は出版前から自著で春山を自分の読者に紹介し、出版直後には全国紙の全面広告で春山と対談し、「自分が唱えてきたプラス思想が医学的にも正しいことを証明した」と、春山を賞賛した。
この『脳内革命』で得た利益を元に1996年4月、総事業費50億円を投じて東京都新宿区に健康テーマパークと銘打った「ザ・マホロバクラブ」を開業。和風高級人間ドックとして営業したが、数年で閉鎖に追い込まれている。1998年には東京国税局から約6億5000万円の所得隠しを指摘された。
また1997年には週刊文春に12回にわたる連載記事が掲載されている。
この連載記事で名誉を傷つけられたとして、発行元の文芸春秋などを相手に計9億1960万円の損害賠償を求めた訴訟を起こしている。
一審・東京地裁判決は、大半の記述について名誉棄損が成立すると判断。「個人攻撃の主旨が色濃く公益性はない」として違法性を認め、文芸春秋側に計660万円の支払いと謝罪広告掲載を命じた。
これに対し文芸春秋側が控訴していたが、2005年9月21日東京高裁で和解が成立した。2005年度末までに同誌に無料で神奈川県内の健康増進施設の広告記事を掲載するというのが和解条件であった。
2006年12月26日に春山個人が負債約18億円、関連する6法人が負債約81億円で破産、田園都市厚生病院も閉院となり、2008年4月から医療法人社団緑野会中央林間緑野病院となったのち、2010年8月1日より、医療法人社団 緑野会 みどり野リハビリテーション病院となる。
その後2008年3月1日に春山茂雄クリニックを開設し院長になっている。2008年9月24日株式会社予防医学研究所設立、同社顧問医就任。また日本医師会認定産業医、厚生労働省THP健康測定医、人間ドック認定指定医。また、2010年1月渋谷区恵比寿に恵比寿ブエナビスタクリニックを開設する。

## 著書
- 『脳内革命　脳から出るホルモンが生き方を変える』サンマーク出版、1995年6月。ISBN 4-7631-9123-3。
  - 『脳内革命　脳から出るホルモンが生き方を変える』ザネット出版〈ザネット文庫〉、2000年8月。ISBN 4-921016-01-1。
- 『脳内革命 2　この実践方法が脳と体を生き生きさせる』サンマーク出版、1996年10月。ISBN 4-7631-9159-4。
- 竹村健一共著『ふたりの右脳活性術　プラス発想こそが成功の源だ』太陽企画出版、1996年11月。ISBN 4-88466-274-1。
- 『春山茂雄の意識革命』産経新聞ニュースサービス、1997年7月。ISBN 4-594-02310-X。
- 『春山茂雄のダイエット革命』ザネット、1997年7月。ISBN 4-594-02311-8。
- 『健幸革命　遺伝子の意志と一体化して幸福に生きる』ザネット出版、1997年11月。ISBN 4-921016-00-3。
- 『未病の医学　脳から出るホルモンが潜在意識を変える　A great revolution in the medicine』マホロバ、2001年4月。ISBN 4-9900687-0-X。
- 『春山茂雄の不老革命　若返りの「奇跡」』ビオ・マガジン〈bio books〉、2010年7月。ISBN 978-4-904379-29-5。
- 『新脳内革命　春山茂雄71歳！体内年齢28歳のレシピ』光文社、2011年2月。ISBN 978-4-334-97641-5。

### ビデオ
- 『ビデオ　脳内革命（２巻組）』サンマーク出版、1996年9月。ISBN 4-7631-8512-8。

## 関連文献
- 椿泰行『長嶋流超脳内革命　右脳人間長嶋茂雄に学ぶプラス思考の方程式』日本文芸社、1996年4月。ISBN 4-537-02507-7。
- 豊沢豊雄『60才からの脳内革命』近代文芸社、1996年12月。ISBN 4-7733-5829-7。
- 長嶋番記者グループ 編『長嶋流「脳内革命」　総力取材!!』太陽出版、1996年12月。ISBN 4-88469-122-9。
- 藤本利雄『全脳革命　「脳内革命」で見落とされていた未知のエネルギー』史輝出版〈21世紀の黙示録シリーズ 5〉、1996年11月。ISBN 4-915731-95-2。
- 船井幸雄『エヴァへの道―地に足をつけ、ゆったりと、21世紀に向かおう』PHP研究所、1996年。
- 水出弘一『万馬券「指数11」の法則　競馬脳内革命』コスミックインターナショナル〈Cosmo books〉、1996年10月。ISBN 4-88532-445-9。
- 藤原弘監修『マロー・驚異の体験　真の“脳内革命”で難病に大成果』本の森出版センター〈Lifeaid books〉、1997年9月。ISBN 4-87693-357-X。
- 村山政太郎『神秘な脳内革命　日本は世界最古の神の発祥地です。』中央通信社、1999年7月。ISBN 4-7952-3017-X。

## 雑誌記事
- 『新脳内革命』春山茂雄がズバリ指南　体内年齢を20歳も若返らせる10の習慣、『FLASH』2011年3月22日号(通巻1135号)、光文社